# Oyama Iwao
Ōyama Iwao, född 10 oktober 1842 i Satsuma-provinsen, död 10 december 1916, var en japansk furste och fältherre samt en av den Kejserliga japanska arméns grundare.

## Biografi
Oyama utmärkte sig som ung officer redan under Meijirestaurationen 1868 på de kejserligas sida. Under 1870-71 års krig mellan
Preussen och Frankrike var han militärattaché på den tyska sidan, men hade redan dessförinnan någon tid studerat taktik i Europa. Under Satsuma-upproret förde han med utmärkelse en brigad. 1878 blev han utnämnd till generallöjtnant och två år senare till krigsminister, vilken med hänsyn till arméns nydaning maktpåliggande befattning han innehade till 1895. Under tiden hade han 1883 ånyo företagit en resa till Europa, denna gång för att studera vissa staters härordningar. 1884 blev han greve och utnämndes 1891
till general.
I kriget mot Kina 1894-95 förde han befälet över 2:a armén, med vilken han efter dess landstigning på Liaodong-halvön ryckte mot
Port Arthur. Efter en kort belägring togs fästningen med storm 21 november 1894, varpå Oyama i förening med l:a armén framryckte norrut undandrivande kineserna, som besegrades i flera mindre strider. På nyåret
1895 fick Oyama befälet över 3:e armén, med vilken han i slutet av januari övergick från Guandong-halvön till Shandong-udden och framryckte mot den befästa kinesiska örlogshamnen Weihaiwei, vilken med tillhjälp av flottan efter tre veckors belägring intogs 10 februari. Återkommen från kriget, erhöll Oyama som belöning markisvärdighet. 1898 blev han fältmarskalk
och chef för generalstaben.
Vid utbrottet av kriget mot Ryssland i februari 1904 blev Oyama överbefälhavare för den japanska fälthären. Enligt den - sannolikt av honom - uppgjorda fälttågsplanen skulle, sedan Japan tillförsäkrat sig herraväldet över Gula havet, dess (till en början tre) arméer landsättas dels på Koreas västkust, dels på Liaodong-halvöns östra kust, varefter de borde koncentriskt framrycka mot
Liaoyang, där man antog, att ett huvudslag skulle komma att utkämpas. För att trygga förbindelsen med Japan borde vidare den ryska örlogshamnen Port Arthur tagas och där befintliga sjöstridskrafter oskadliggöras. Planen kom i stort sett till utförande under Oyamas ledning med den skillnad dock, att Port
Arthur höll stånd betydligt längre, än man beräknat, och att det slutliga slaget kom att stå icke vid
Liaoyang, utan vid Mukden och först sedan kriget varat över ett år. Oyama, som till en början ledde operationerna från Tokyo, förde från mitten av juli överbefälet från Kaiping och sedermera från andra orter på själva krigsskådeplatsen. Förnämligast genom hans skickliga ledning vann japanerna de tre stora slagen vid Liaoyang, Shahe och Mukden, av vilka det sistnämnda blev avgörande för krigets utgång.
Vid återkomsten från kriget, 8 december 1905, blev Oyama föremål för stora hedersbetygelser. 1906
tog han avsked från aktiv militärtjänst, och 1907
utnämndes han av kejsaren till furste. Under hans sista år var han ledamot av "högsta krigs- och marinrådet" och bar titeln
gensui ("fältherren"). Hans hustru var en av de första unga kvinnor, som skickades att studera i Amerika, graduerades där vid Vassar college (i Poughkeepsie,
N. Y.). Som härförare anses Oyama ha utmärkt sig mindre för snillrikhet än för ett orubbligt lugn, klok beräkning och stor försiktighet samt ovanligt skarpsinne.